# 미국의 수산업

미국의 수산업은 뉴잉글랜드 연안, 남부 대서양 연안, 태평양 연안 및 알래스카가 중심어장이며 특히 알래스카는 세계적인 어장으로서 유명하다.
미국은 1977년에 그 어업 전관수역을 200해리로 확대했는데, 이는 일본·소련의 북태평양에서의 어업봉쇄를 노린 것이다. 즉, 1965년 6월, 미국·캐나다·일본 3개국이 체결한 북태평양 어업조약은 북태평양의 어업자원 보전을 위해 조약구역(영해를 제외한 북태평양 전수역) 내의 어업자원 확보, 어획의 규제를 목적으로 하며 북태평양 어업위원회를 설치, 공동보존조치를 실시하는 것을 규정하고 있었는데, 일본은 조약기간이 넘자 이르자 자발적 억제원칙에 따라 서경(西經)175도 이동(以東) 수역에서 연어·송어·북양산 광어의 어획이 미국과 캐나다에 의해 독점하고 있는 것은 불공평하다고 항의, 이 원칙의 철폐를 요구해 왔으나, 미국·캐나다는 이에 응하지 않고 200해리 어업전관수역을 설정하여 선포한 것이다.
미국의 어획고는 1993년에 약 593만 9,300톤에 달하고 있다.

## 같이 보기
- 간석지